# سان مانگو پیمونته
سان مانگو پیمونته (به ایتالیایی: San Mango Piemonte) یک کومونه در ایتالیا است که در استان سالرنو واقع شده‌است. سان مانگو پیمونته ۵ کیلومتر مربع مساحت و ۲٬۶۶۴ نفر جمعیت دارد و ۲۴۰ متر بالاتر از سطح دریا واقع شده‌است.